# 1997 GE8
1997 GE8 är en asteroid i huvudbältet som upptäcktes den 2 april 1997 av LINEAR i Socorro County, New Mexico.